# Abreulândia
Abreulândia est une municipalité brésilienne située dans l'État du Tocantins.